# كلاتة جمعة (صحرا بردسكن)
كلاتة جمعة (بالفارسية: کلاته جمعه) هي قرية تقع في إيران في قسم صحرا الريفي. يقدر عدد سكانها بـ 206 نسمة بحسب إحصاء 2016.